# Vaquero

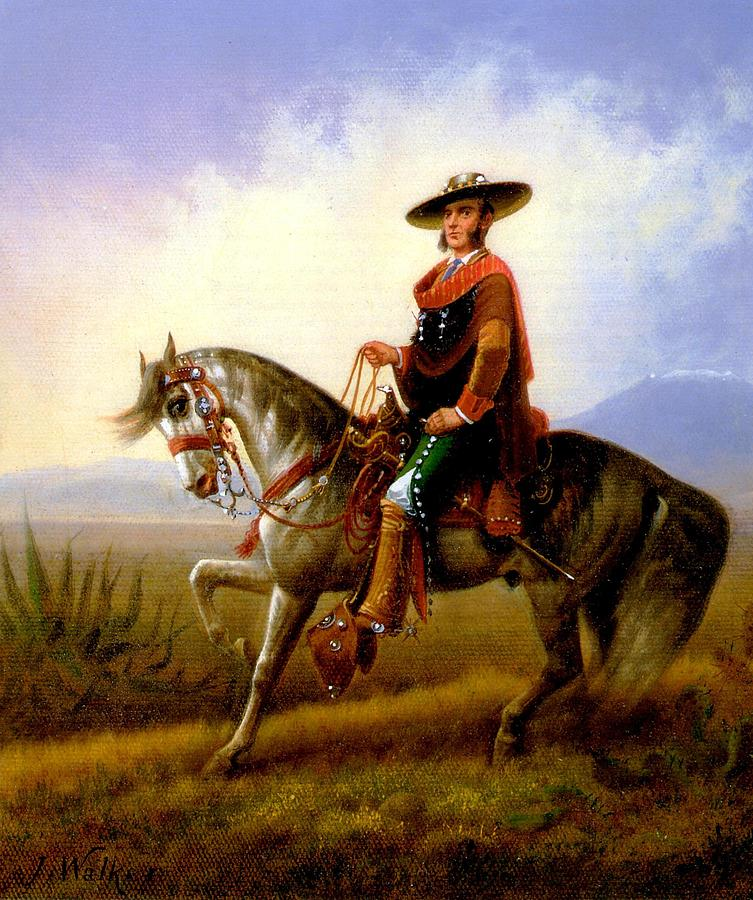
Imagen típica de un vaquero criollo. Cuadro de James Alexander Walker (1831-1898).

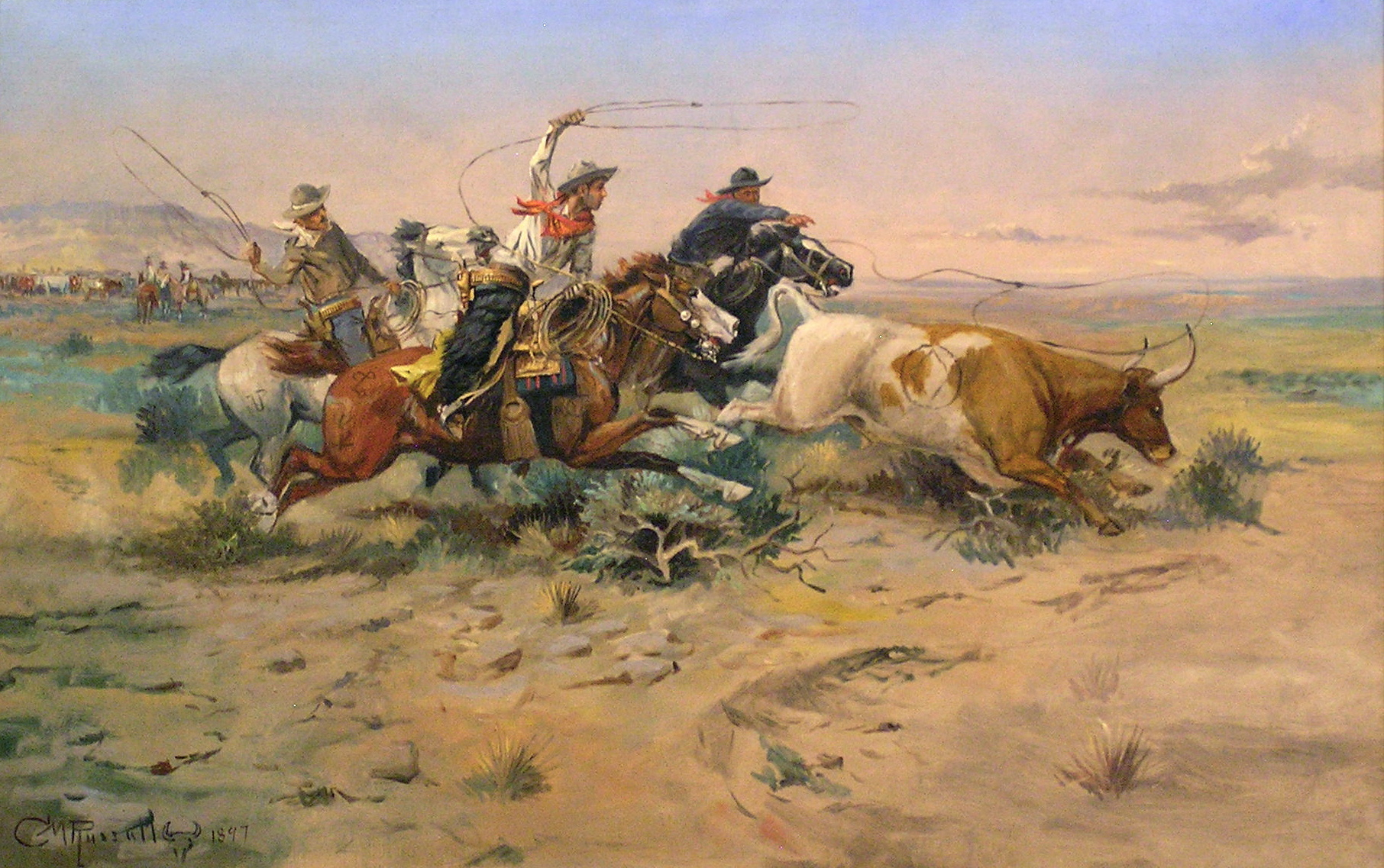
Retrato de cowboys en el Viejo Oeste: The Herd Quitter por C. M. Russell

Un vaquero es un pastor de ganado que se vincula con los pastores especialmente dedicados al ganado bovino, que suele ir montado a caballo. Aunque existen cuidadores de ganado en muchas otras partes del mundo, particularmente en América del Sur y Australia, que realizan trabajos similares a los de los cowboys estadounidenses, con el tiempo el término «vaquero» en español se ha usado en referencia específica al cowboy estadounidense. 
Los vaqueros (cowboys) son los encargados de las tareas relacionadas con la ganadería en gran parte de los estados del norte de México como Chihuahua, Baja California, Durango, Baja California Sur, Coahuila, Nuevo León, Sinaloa, Sonora, Tamaulipas, y en Estados Unidos en los estados de Texas, California, Nevada, Arizona, Colorado, Wyoming, Montana, Nuevo México, Kansas, Oklahoma y Utah, como también en las provincias de Alberta, Columbia Británica, Manitoba y Saskatchewan en Canadá.  La figura del histórico cowboy estadounidense adquirió trascendencia en la segunda mitad del siglo XIX con el surgimiento de las rutas ganaderas desde Texas y Chihuahua hacia el norte de Estados Unidos después de la guerra civil, cuando el transporte de los animales por tierra requería de jinetes de gran destreza y resistencia. 
Su estilo de vida y trabajo fue heredado de los mexicanos  que vivieron en el actual territorio texano y su crianza del ganado introducido por los españoles desde el siglo xvi. Ha sido idealizado como el protagonista de numerosas historias románticas que se incluyen en el género cinematográfico wéstern. El femenino del cowboy es la cowgirl o vaquera. También es llamado en inglés buckaroo por deformación de la palabra «vaquero» en español.
En la actualidad, los vaqueros de la Gran Cuenca en el oeste de los Estados Unidos todavía usan el término en inglés «buckaroo», posiblemente una corrupción de «vaquero», para describirse a sí mismos y a su tradición. Muchos de ellos en las regiones estadounidenses de Llano Estacado y a lo largo del sur del Río Bravo prefieren de hecho el término «vaquero» en español, mientras que las comunidades indígenas e hispanas en las regiones del antiguo Nuevo México y el Territorio de Nuevo México usan el término en español «caballero». La herencia vaquera subsiste en las culturas de los californios (en California), nuevomexicanos (en Nuevo México) y tejanos (en Texas), además de México, Centroamérica y Sudamérica, así como otros lugares donde existen tradiciones relacionadas.

## Historia y desarrollo

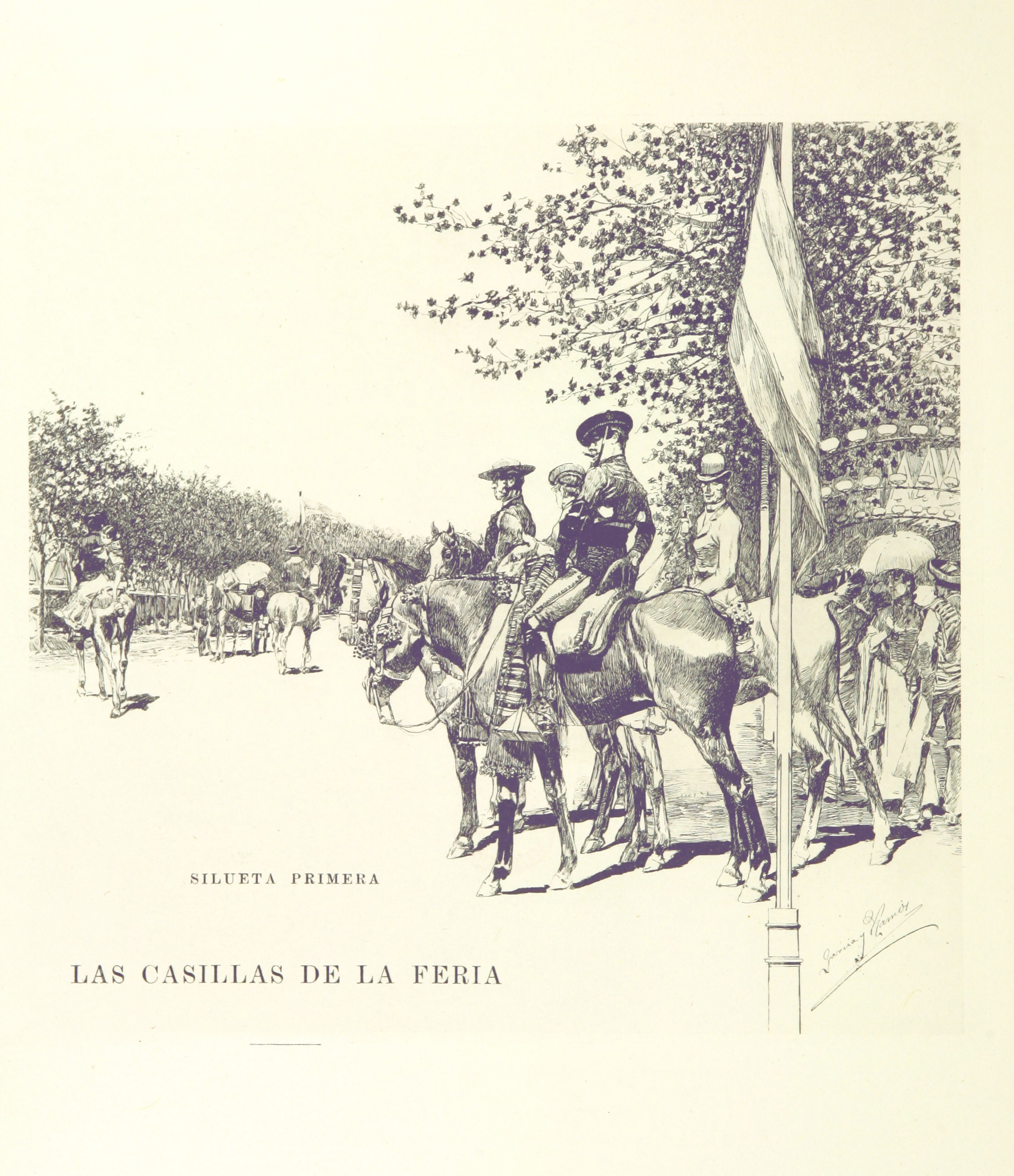
El origen primigenio de los cowboys se encuentra en los jinetes del Bajo Guadalquivir y las marismas de Doñana

### Antecedentes históricos
La tradición de la vaquería tiene sus raíces en la península ibérica y se desarrolló ampliamente en México a partir de una metodología traída a América desde España. La tradición vaquera empezó con el sistema de hacienda de la España medieval. Este estilo de ranchos ganaderos se extendió por gran parte de la península ibérica y luego se importó a América. Muchas de estas regiones poseían un clima seco con pasto escaso y, por lo tanto, grandes rebaños de ganado necesitaban grandes cantidades de tierra para obtener suficiente forraje. La necesidad de cubrir distancias mayores de las que podía recorrer una persona a pie dio lugar al desarrollo del vaquero montado a caballo.
Durante el siglo XVI, los conquistadores españoles y otros colonos trajeron sus tradiciones ganaderas, así como caballos y ganado domesticado a América. Las tradiciones de España fueron transformadas por las circunstancias geográficas, ambientales y culturales del nuevo continente, y la cultura vaquera se desarrolló en todo el continente, desde la Nueva España (que luego se convirtió en México y el suroeste de los Estados Unidos) hasta Argentina y Chile. A su vez, la tierra y los pueblos de América también vieron cambios dramáticos debido a la influencia española. En Brasil, el «vaqueiro» (en portugués) apareció en el siglo XVI, en el interior, concretamente en las zonas de caatinga del estado de Bahía.Descendientes de estas tradiciones vaqueras son también los gauchos (de Argentina, Uruguay, Paraguay y Brasil, y áreas de Chile y Bolivia), los huasos (centro de Chile), los morochucos y chalanes (Perú), y los llaneros (Colombia y Venezuela). 

En la Nueva España (lo que hoy es México y el suroeste de los Estados Unidos), la mayoría de vaqueros eran hombres de origen mestizo y mulato, mientras que la mayoría de los hacendados eran étnicamente españoles.Aquellos primeros vaqueros del siglo XVI, ya fueran esclavos o libres, vivían en estancias o haciendas ganaderas y trabajaban para un solo ganadero durante la mayor parte de sus vidas, pero hacia finales de ese siglo, en la región del Bajío y en el Reino de Nueva Galicia, comenzó a aparecer un nuevo tipo de vaqueros, llamados «hombres de fuste», «vagamundos» y «forajidos», que deambulaban a caballo por los campos mexicanos, yendo de pueblo en pueblo y de estancia en estancia, trabajando para el mejor postor. Eran excelentes jinetes y pasaban toda su vida a caballo. Muchos eran esclavos negros o mulatos fugitivos, y otros incursionaron en delitos como el abigeato (robo de ganado), entre otros. Portaban armas como arcabuces, desjarretaderas, hoces o cuchillos.

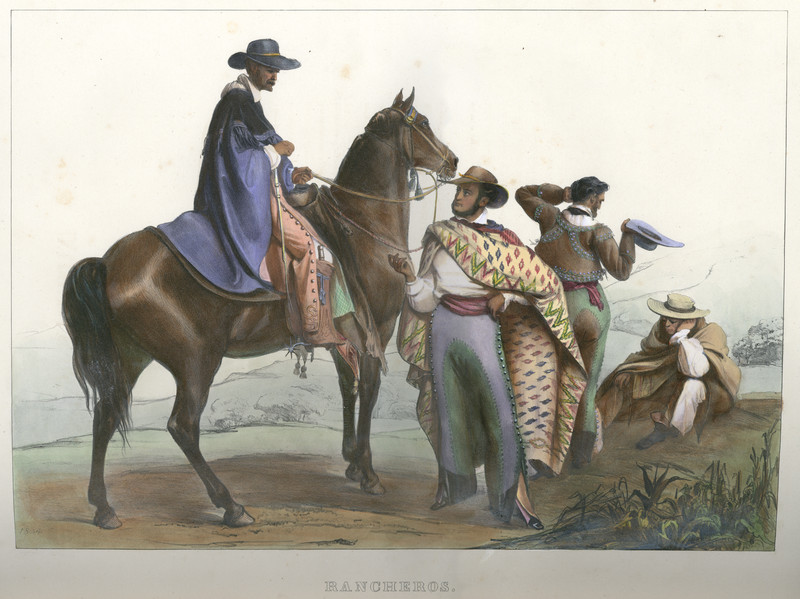
Rancheros mexicanos en la primera mitad del.

Con el tiempo, hacia el siglo XVIII, aquellos vaqueros nómadas, así como los que vivían en las estancias ganaderas, empezaron a ser conocidos con el nombre de «Rancheros»,nombre proveniente de los ranchos y caseríos donde trabajaban para las haciendas. Los rancheros manejaban el ganado y los caballos, trabajando como vaqueros (pastoreando el ganado a caballo), caporales, mayordomos o domadores de caballos, entre otros trabajos.El término «charro» comenzó en el siglo XVIII como un término originalmente despectivo para los rancheros. Los rancheros o charros eran conocidos por su excelente destreza en la equitación y habilidades atléticas, así como por sus coloridos y particulares trajes, diseñados para montar a caballo.

### Inicios de la ganadería en Texas y California

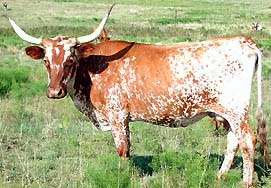
Un ejemplar de la raza bovina Texas Longhorn.

Los precursores del cowboy estadounidense fueron los rancheros y vaqueros que criaron ganado en el área de la actual Texas, desde su introducción en el siglo XVI, con la llegada de los españoles. Los animales domesticados fueron los especímenes conocidos como longhorns (llamados así  por sus alargados cuernos), que merodeaban en estado semisalvaje. Los primeros pobladores texanos iniciaron el sistema de rancho abierto conocido como haciendas. La principal actividad económica era la crianza de ganado que proveía sebo para hacer velas y también cuero; también la agricultura era de importancia. Asimismo, apareció el aparejo a ser utilizado por los nuevos colonizadores estadounidenses. En California existían también diestros hombres a caballo, según lo relata Richard Henry Dana quien escribió un libro sobre esa región en 1840 cuando aún pertenecía a México. Según describe:

Cuando van en largas jornadas, montan un caballo hasta cansarlo y agarran otro, tiran la montadura y la brida sobre él, y después de agotar el animal, toman un tercero, y así hasta el final del viaje. No hay mejores jinetes en el mundo.

A medida que comerciantes y colonos de habla inglesa se expandieron hacia el oeste de los actuales Estados Unidos, las tradiciones, los idiomas y las culturas inglesa y española se fusionaron hasta cierto punto. Antes de la guerra entre México y Estados Unidos en 1848, comerciantes de Nueva Inglaterra que viajaban en barco a California encontraban hacendados y vaqueros, comerciando productos manufacturados por pieles y sebo producidos en vastos ranchos ganaderos. Comerciantes estadounidenses a lo largo de lo que más tarde se conoció como el Camino de Santa Fe tuvieron contactos similares con la vida vaquera. A partir de estos encuentros tempranos, el estilo de vida y el lenguaje vaqueros iniciaron una transformación que se fusionó con tradiciones culturales inglesas y produjo lo que se conoció en la cultura estadounidense como el «cowboy».Por ejemplo, los arreos y avíos del vaquero mexicano fueron copiados por el cowboy luego de la colonización del territorio mexicano perdido. De hecho, la silla de montar texana está basada en la silla mexicana de chinaco.
La llegada de colonos de habla inglesa a Texas comenzó en 1821. En palabras del senado texano «Rip Ford» el territorio entre Laredo y Corpus Christi estaba habitado por «innumerables manadas de mustangs y ... ganado salvaje ... abandonados por los mexicanos cuando el general Valentín Canalizo les ordenó evacuar el país entre el Nueces y el Río Grande [Río Bravo] ... los caballos y el ganado abandonados invitaron a las incursiones que los texianos hicieron en este territorio». California, por otra parte, no vio una gran afluencia de colonos de Estados Unidos sino hasta después de la guerra entre México y Estados Unidos. De maneras ligeramente diferentes, ambas áreas contribuyeron a la evolución del icónico vaquero estadounidense (cowboy). Particularmente con la llegada de los ferrocarriles y una mayor demanda de carne vacuna a raíz de la guerra civil estadounidense, tradiciones más antiguas se combinaron con la necesidad de arrear el ganado desde los ranchos donde se criaba hasta las terminales ferroviarias más cercanas, a menudo a cientos de kilómetros de distancia.
A inicios del siglo XIX, el territorio desde las Montañas Rocosas hacia el río Misuri era un espacio abierto de libre pastoreo. Conforme avanzaba el siglo, muchos se adentraron hacia el oeste pasando el río Misisipi y las grandes llanuras, desplazando a los nativos amerindios; tras ellos se establecieron los pequeños ganaderos con sus animales, quienes poco a poco iban siendo a su vez desplazados por las granjas que cortaron el paso a las tierras libres para el ganado.
Después de la guerra civil estadounidense, los granjeros del este se asentaron y criaron su ganado para la venta de carne. El límite territorial de estos trabajadores del campo llegaba hasta la zona los actuales estados de Iowa, Nebraska y Kansas. Los que fueron más hacia el oeste continuaron expandiéndose, llevándose con ellos el ganado criado en el este del territorio. El rebaño transportado más allá del río Misisipi era de diferente variedad, entre ellos devons  y shorthorns. En esos desplazamientos también los amerindios llevaban ganado; al igual que los mormones, quienes establecieron rebaño vacuno en la zona del Gran Lago Salado.

### Comienzos de las rutas hacia el norte

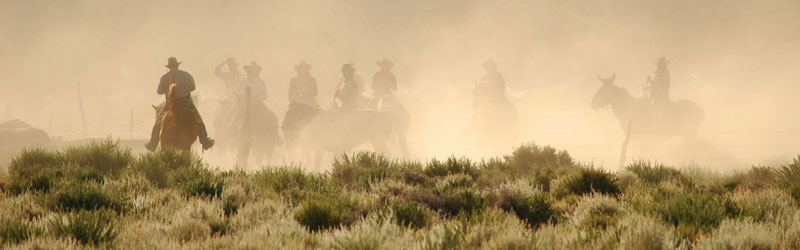
Un grupo de estudiantes de Deep Spring College arreando ganado.

Al sur del río Rojo en Texas, vagaban innumerables  Longhorns en estado semi-salvaje. Hacia 1867 los texanos los criaron para la venta de su carne y cuero, luego los transportaban por tierra hacia el norte con rumbo a Abilene, Kansas. En ese lugar estaba la terminal del ferrocarril de la Kansas City Railroad; desde allí, eran transportados hacia Kansas City y especialmente a Chicago, que para esa época constituía un gran centro de distribución de productos.
Hacia finales del año 1870, el movimiento de las rutas por tierra creció, y comenzaron a establecerse también los grandes ranchos. El ganado más joven era arreado por las vías preestablecidas y se dejaba pastar libremente por un año o dos; después eran
transportados hacia los mercados del este del país. También hubo intercambio con otros rancheros del norte, quienes se llevaban ellos mismos el ganado o lo recibían en un lugar preestablecido en lugares como Colorado, Nebraska, Dakota, Wyoming o Montana. Uno de los pioneros en establecer estas rutas fue Jesse Chisholm, quien estableció la travesía de Texas a Kansas. El negocio era por demás rentable, puesto que un longhorn era adquirido en Texas a $5 y vendido a $40 en Abilene.
Para ese entonces, la figura del cowboy adquirió importancia (originalmente el Texas cowboy). Formaron entre todos un verdadero ejército para salvaguardar los intereses de los rancheros ante las incursiones de bandidos. Era indispensable su destreza en el arreo de la ganadería, la pericia en montar a caballo, el dominio de las armas y el lazo. Además de su fortaleza para soportar la fatiga. Algunos les llamaban caballeros de las praderas (knights of the prairie). Sin embargo, su trabajo no era bien remunerado, puesto que ganaban alrededor de $90 por la travesía.
Los cowboys eran de distinto origen, entre ellos había gente de diferentes etnias como blancos, negros o mestizos; también compartían el trabajo con mujeres, pero en las tareas diarias estas diferencias no importaban tanto como lo que hacían.

### Marcado

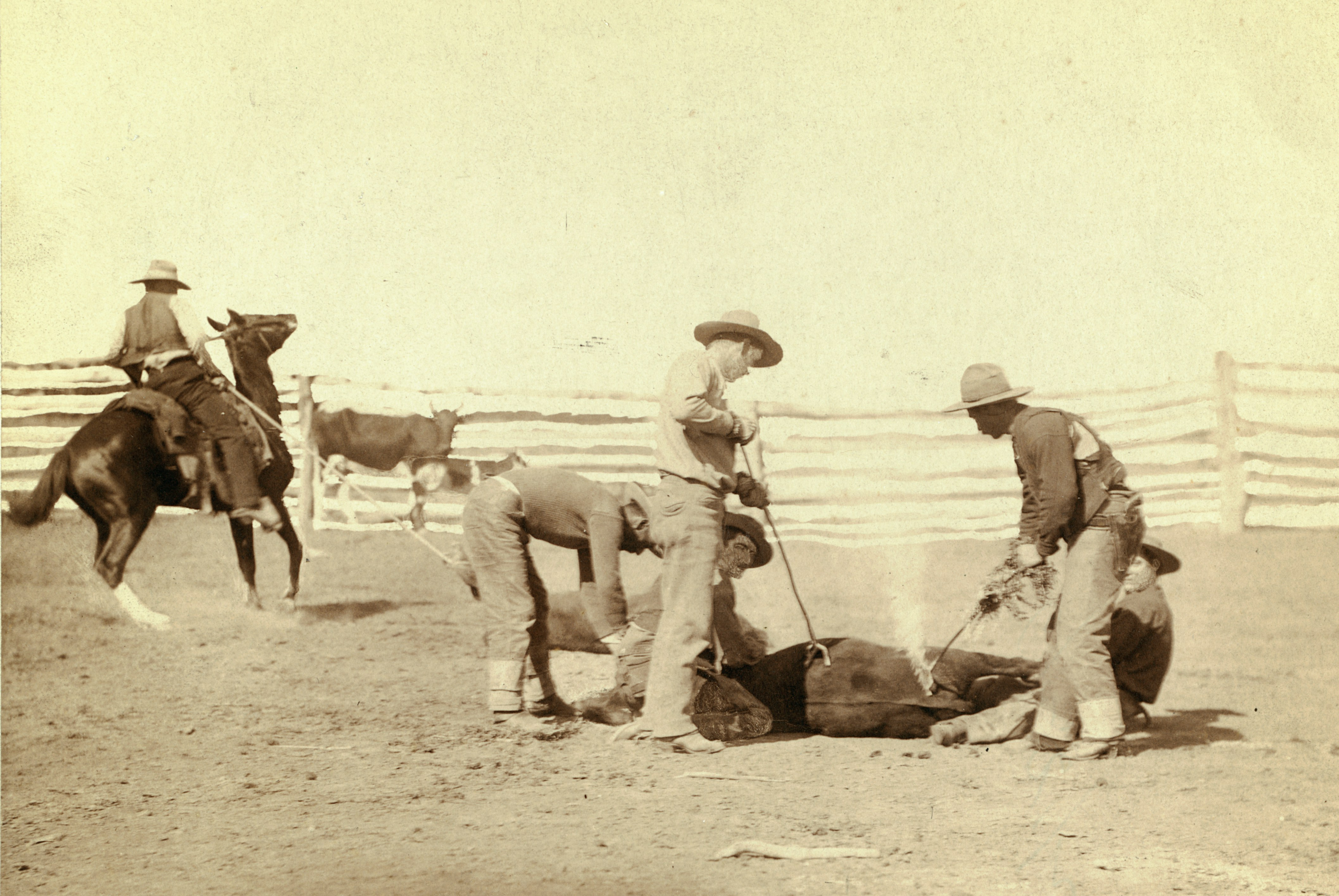
Cowboys marcando animales en 1888.

El sistema del rancho abierto se iba expandiendo poco a poco en el oeste estadounidense. Pero, con la multitud de ganaderías, se hizo necesario el distinguir la propiedad de los animales, por lo que fue forzoso su marcado. Tal marca se convirtió en símbolo de distinción entre los propietarios, llegando incluso a ponerse en su papelería particular. Cualquier tipo de alteración de esta seña era un crimen grave.
Los terneros eran marcados antes de dejar a su madre, a raíz de esto surgió el llamado rodeo. La faena era regularmente de esta manera: los vaqueros se organizaban bajo las órdenes de un capataz; después, en grupos de dos o tres, arreaban el ganado para llevarlos al corral. En ocasiones eran encerrados en círculos hechos por los mismos jinetes quienes evitaban su escape. Muchos de estos animales estaban en estado salvaje por lo que la tarea podía tomar varios días. 
A continuación, el ternero era amarrado de sus patas, apartado del grupo y llevado a ser marcado con un hierro ardiente. Era sujetado por dos hombres, echado de lado y herrado; otras veces se hacían cortes en las orejas para distinguirlos de un numeroso grupo. Al final era dejado libre para retornar con su madre. En la escena abundaba la destreza y el entusiasmo por los gritos, el humo y la fuerza empleada por los vaqueros para someter al animal. A pesar de la rudeza de la labor se trataba siempre de evitar la crueldad en la bestia.
Por otro lado estaban las llamadas reses sin marcar: terneros que se separaban de su madre antes de ser marcados. Cualquiera podía ser dueño de ellos con solo poner su seña particular al no tener dueño previo conocido. A medida que la zona se llenaba de pequeños rancheros, la práctica de atraparlos aumentó. Los grandes propietarios protestaron por esta práctica y lograron por ley que el marcado de estas reses sin marcar se hiciera en tiempo de los rodeos. También consiguieron que los terneros sin dueño fueran divididos en proporción al número de las vacas en propiedad.
El descontento por esta reforma resultó en el surgimiento de bandidos, que a propósito apartaban los terneros de sus madres y los marcaban o alteraban las señas. Después de hurtarlos, enterraban la piel y vendían la carne. Debido a la poca distinción entre quien estaba en descontento por las leyes o el simple criminal, era difícil llevar un juicio legal. Debido a ello los grandes rancheros o barones del ganado, se organizaron y contrataron detectives o diestros pistoleros para defender sus intereses. Los bandidos que no eran aprehendidos en condados legalmente establecidos, eran juzgados por un improvisado tribunal compuesto por los mismos vaqueros. De ser hallado culpable, la sentencia era ejecutada al instante ahorcando al delincuente. Surgieron verdaderas guerras entre los grandes propietarios y los nuevos pobladores, tal como el conflicto del condado de Johnson en Wyoming, en el que tuvo que intervenir la caballería del Gobierno para parar el conflicto. Sin embargo, las rencillas de este tipo fueron una excepción.

### Vida durante las travesías

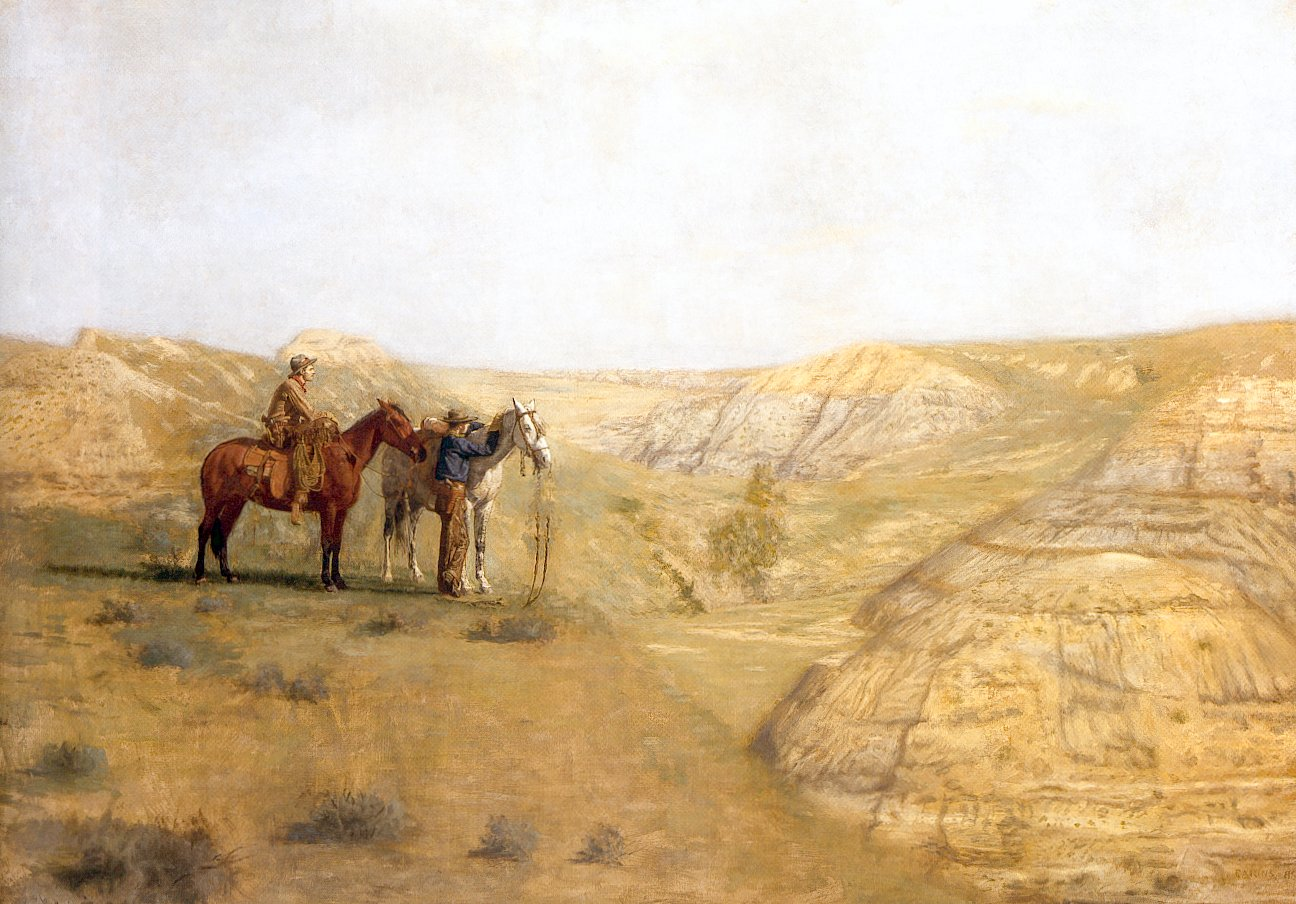
Vaqueros en las tierras baldías, pintura de Thomas Eakins.

El viaje con el ganado a través de las rutas hacia el norte, era de gran excitación y dureza (un viaje de Texas a Montana podría durar seis meses). Los grupos de Longhorns variaban de 2000 a 5000 cabezas. Cada uno era debidamente señalado, puesto que en una sola travesía había animales de diversos propietarios. Otra marca era agregada (llamada road brand) para singularizar el grupo de animales que hacía el viaje.
El recorrido era liderado por un vehículo llamado chuckwagon, manejado por el cocinero. Este vehículo transportaba el alimento, utensilios de cocina y ropa de dormir. Seguía la remuda: un grupo de caballos extra para disposición de los jinetes a quienes les eran atribuidos un cierto número de cow ponies. Al cuidado de estos caballos, estaban jóvenes que iniciaban en el negocio, hijos de vaqueros, o simplemente aprendices quienes eran llamados horse wranglers. Muchos pobladores del este del país iniciaron su vida de vaqueros de esta manera.
El grueso del ganado era comandado por el capataz. A su lado contrario, el top hand o segundo, un vaquero experimentado. A los costados del hato los swings, y tras de ellos los flanks. Por último, arreando los animales que quedaban rezagados o los más débiles, iban los drags. Ellos tenían la tarea más desagradable de la travesía, pues la nube de polvo del rebaño caía sobre ellos y su tarea era por demás agotadora.
A la hora del mediodía, el capataz avistaba el chuckwagon en el lugar preestablecido para el descanso y el almuerzo. El ganado, por su parte, era dejado para que pastara libremente. El cocinero hacía el llamado para el alimento al grito de come and get it! (¡Vengan y coman!). Después de la pausa, los caballos de refresco eran ensillados y el camino era retomado. Hacia el anochecer —al término de una caminata de alrededor de 15 a 25 kilómetros—  la jornada del día acababa. Los animales eran dejados para que pastaran o bebieran de un arroyo cercano en espacio de dos acres. De haber tormenta, los jinetes hacían un círculo alrededor del ganado para darles seguridad. Después de la cena, quienes estaban asignados al cuido del ganado tomaban sus posiciones en turnos de dos horas. Los que tenían tiempo libre se reunían alrededor de una fogata donde abundaban las chanzas o las canciones. Al final los vaqueros dormían bajo las estrellas en sus improvisadas camas.
Uno de los eventos más temidos de la travesía era la estampida. Una tormenta, animal salvaje, ruido o ataques de los amerindios podían provocar que las bestias se esparcieran a toda velocidad a campo traviesa. Esto requería que los vaqueros salieran tras de ellos, y los retornaran al lugar; tarea de gran coraje y destreza por el riesgo de poner sus vidas en peligro en caso de ser atropellados por los animales, lo que significaba una posible muerte para caballo y jinete. El siguiente es un testimonio de una estampida:

Mientras le miraba, el animal saltó en el aire, golpeó el suelo con un poderoso porrazo y lanzó un chillido como un cerdo. Esa era la señal. Toda la manada estaba en movimiento- y dirigiéndose hacia mí. Mi caballo dio un brinco, se desató y se fue. Apenas tuve tiempo de subir a una encina. El ganado iba como un huracán, golpeando los árboles con sus cuernos, nos tomó toda la noche juntarlos.

Acabada la marcha, el ganado era dejado en el nuevo rancho o puestos en vagones para su viaje por tren a los puntos de distribución. Entre las rutas más regulares de arreo de ganado estaban la ruta Chisholm, de San Antonio, Texas, a Abilene, Kansas; la ruta del oeste, desde Bandera, Texas, a Ogallala, Nebraska; y la ruta Goodnight-Loving, desde Fort Concho, Texas, a Pueblo, Colorado.
El punto final de las rutas hizo surgir ciudades que se hicieron famosas en la historia del viejo oeste: Abilene y Dodge City, en Kansas; Sídney y Ogallala en Nebraska; Pine Bluffs y Chenney, en Wyoming. La multitud de individuos que vivían de esta actividad económica, y otros visitantes, se reunían en esos lugares. Entre ellos se incluían apostadores, cazadores de búfalo, transportistas, soldados, etc. De entre todos ellos sobresalía la figura del cowboy o cow puncher, al que su dura labor en la travesía y destreza como jinete le daban altivez.

### Apogeo y declive de las rutas hacia el norte
La época de bonanza del sistema de rancho abierto, comenzó a los diez años del inicio de las rutas hacia el norte. El transporte por tierra, el enorme espacio donde las bestias pastaban y los corrales, fueron suficientes para el negocio de carne que era enviada a Europa. Las primeras exportaciones comenzaron en 1875, tres años después, 50 millones de libras de carne eran despachadas; para 1881 se incrementó a 100 millones, principalmente a la Gran Bretaña. El ferrocarril estaba en plena actividad y había inversionistas que se dirigían al oeste a hacer fortuna. La actividad se había internacionalizado con la llegada de europeos atraídos por la cacería de búfalos; al final, el negocio de la ganadería atrajo algunos de ellos y se asentaron, participando inclusive en actividades propias de cowboys. Asimismo, estadounidenses de otros estados aprendieron el oficio para iniciar su vida en la ganadería.
Para 1885, sin embargo, las tierras se estaban poblando de numerosos ranchos, lo que trajo el inevitable conflicto por la posesión de tierras de pastoreo, arroyos y pozos de agua. Los animales dejados libres, para buscar su alimento, invadían cualquier lugar. Por ello se comenzó a poner bardas y alambres de púas. El alambre de púas, una innovación de la década de 1880, permitió confinar al ganado en áreas designadas para evitar el sobrepastoreo. En Texas y sus alrededores, el aumento de la población obligó a los ganaderos a cercar sus tierras individuales. En el norte, el sobrepastoreo estresó los pastos abiertos, lo que provocó escasez de forraje invernal para el ganado y hambrunas, particularmente durante el duro invierno de 1886 y 1887, cuando cientos de miles de cabezas de ganado murieron en todo el noroeste, lo que provocó el colapso de la industria ganadera. El invierno de 1885 y 1886 fue devastador para el ganado en Kansas y Colorado; el siguiente año lo padecieron Montana, Wyoming y Dakota. Hacia la primavera, los viejos ranchos estaban poblados de esqueletos.  
Para la década de 1890, las cercas con alambre de púas también eran estándar en las llanuras del norte. En esta época comenzó la llegada de los criadores de ovejas desde California y Oregón, que resultó en nuevos conflictos entre estos y los ganaderos. Al final de los años 1880, las grandes llanuras se encontraban pobladas con todos los métodos de agricultura que traía aparejado; en Kansas y Nebraska, las bardas de los granjeros se interponían en las rutas de los ganaderos, y los terrenos para el pasto se transformaban en campos de cultivo. Tales conflictos eran difíciles de dirimir por las autoridades. Al final del siglo, los rieles de los ferrocarriles que cruzaban el territorio y las alambradas, provocaron el final de la época de apogeo de los grandes ranchos y la del cowboy. Los ferrocarriles se habían expandido para cubrir la mayor parte del país y se construyeron plantas empacadoras de carne más cerca de las principales áreas ganaderas, lo que hizo innecesarios los largos recorridos de ganado desde Texas hasta las estaciones ferroviarias en Kansas. Por lo tanto, la era de los pastos abiertos quedó atrás y los grandes arreos de ganado terminaron. Arreos de ganado más pequeños continuaron al menos hasta la década de 1940, ya que los ganaderos, antes del desarrollo del moderno vagón de ganado, todavía necesitaban arrear el ganado hasta las cabeceras de los ferrocarriles locales para transportarlo a los corrales y plantas empacadoras. Mientras tanto, los ranchos se multiplicaron en todo el Oeste en pleno desarrollo, manteniendo alto el empleo para los vaqueros, aunque todavía mal pagados, pero también algo más asentados.
Para sobrevivir, los rancheros compraron y cercaron tierras buenas para el pasto. La alfalfa y el heno comenzaron a ser cultivados como alimento de invierno de los animales más débiles. Asimismo, nuevas razas de ganado fueron importadas. Actualmente, los ganaderos estadounidenses poseen cientos de cabezas de ganado, diferente a los miles de la época de bonanza.

## El caballo y su domesticación

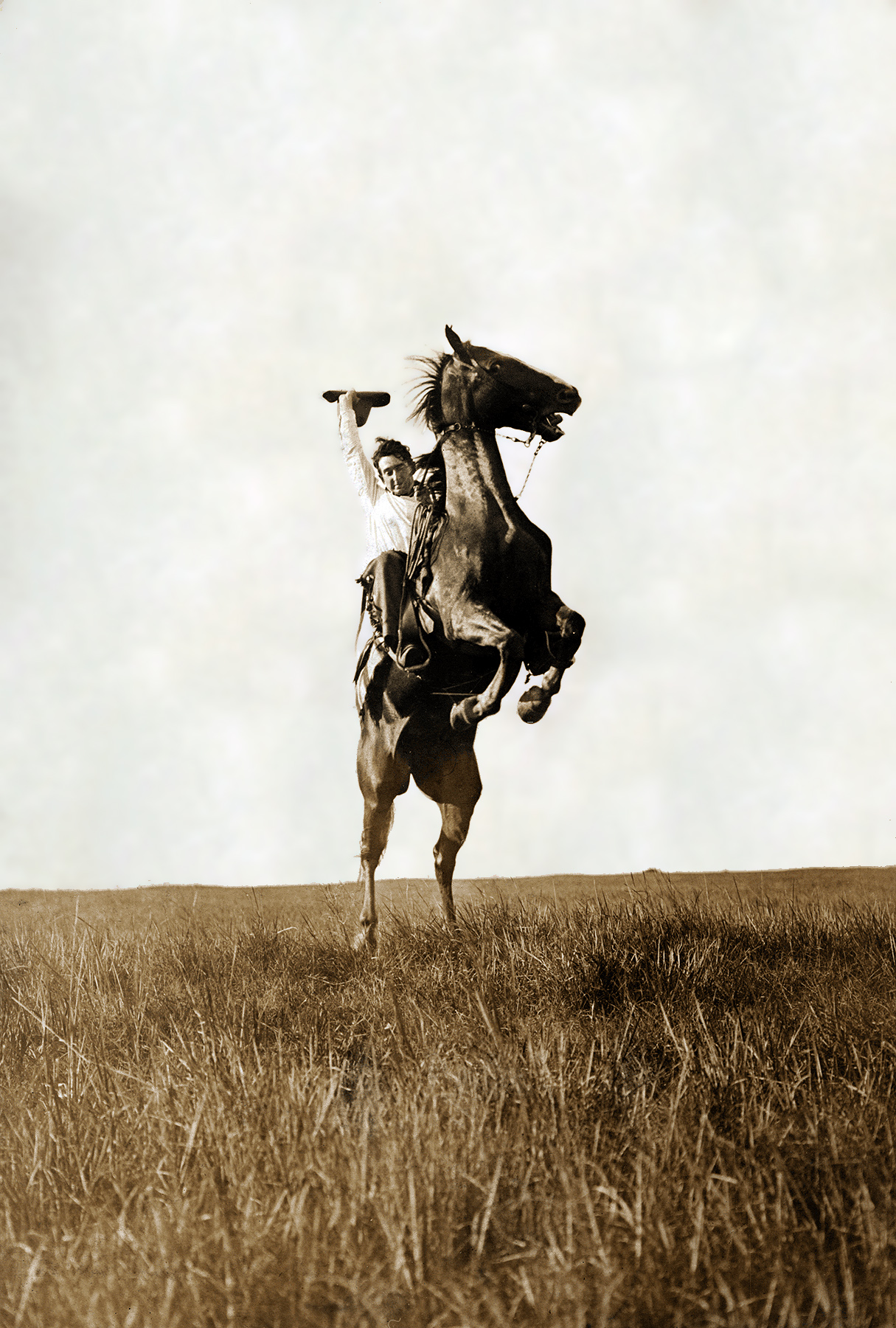
Cowboy sobre su caballo.

El caballo, llamado bronco, era la posesión más importante del cowboy. Probablemente eran descendientes de los traídos por los españoles al sur oeste de los Estados Unidos. 
El joven animal era dejado libre en el rancho por dos o tres años, después era perseguido y llevado al corral donde era domado. Esto comenzaba con el aprendizaje de seguir las órdenes de las riendas o del lazo. Después era ensillado, a lo que el animal reaccionaba con intentos de quitárselo de encima; era dejado para que lo hiciera hasta su cansancio. La instrucción continuaba con la puesta del hackamore (del español «jáquima») alrededor de su cabeza —sin bocado para que no se dañase al morder— y sus ojos eran cubiertos. Entonces el jinete se montaba y se retiraba la tapadera de los ojos, comenzaba el brinco y pataleo del bronco para quitarse de encima al jinete; este tenía que permanecer el mayor tiempo posible montado para evitar que el animal fuera indócil para el trabajo posterior requerido. Con el tiempo al caballo aprendía a tomar las bridas. Poco a poco el cowboy a quien era asignado le daba más instrucciones para hacer de él un buen cow horse.

## Equipo

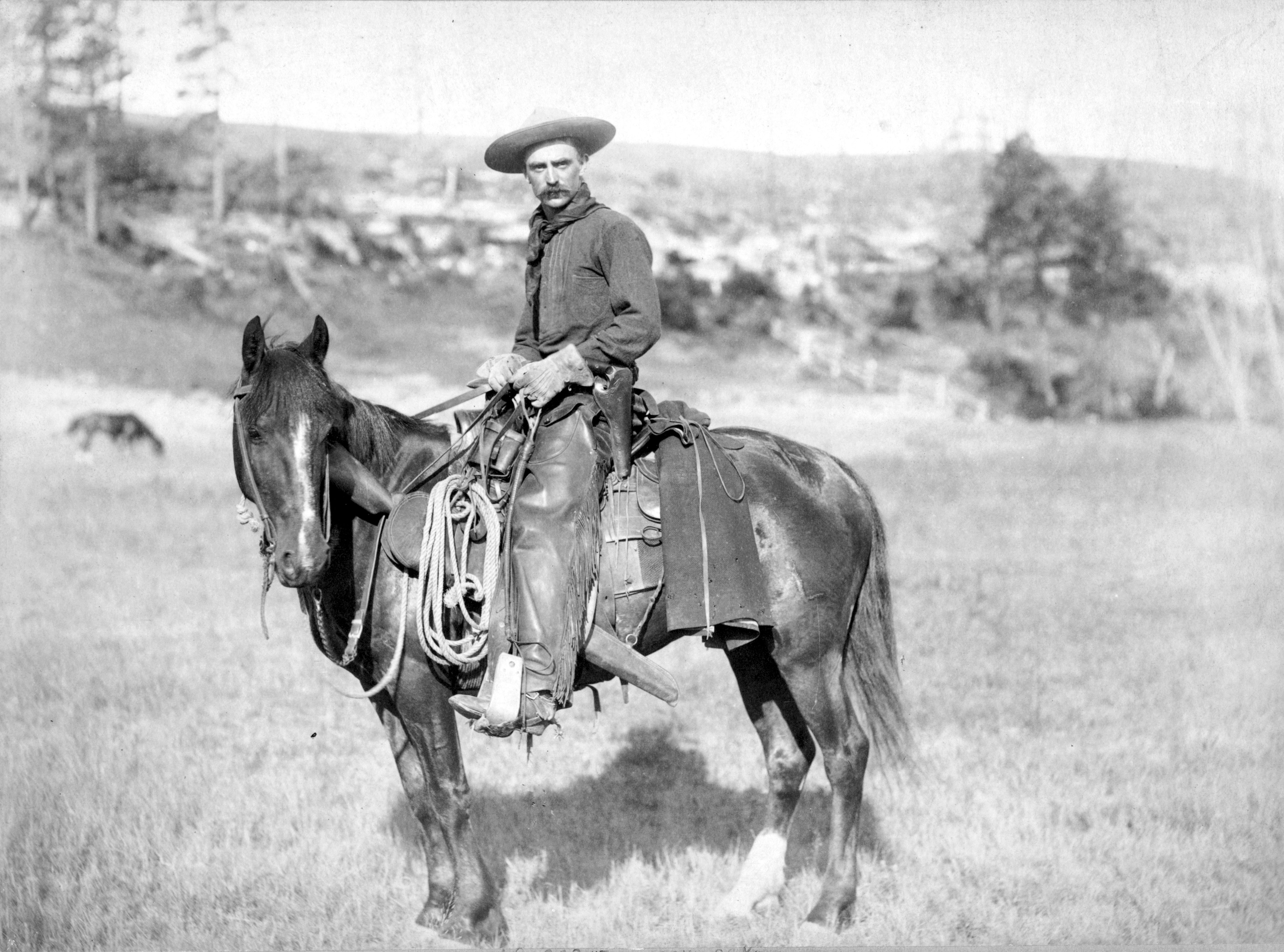
Imagen de un cowboy en 1887.

La vestimenta y arreos ocupados por el cowboy del viejo oeste incluía:
- Silla de montar. De unas cuarenta libras de peso y de una a dos cinchas para rodear la panza del caballo, con un cuerno en su parte superior para amarrar el lazo.

- Lariat (del esp. reata) o lazo. Hecho de cáñamo, cuero o pelo de caballo; para enlazar al ganado por encima de la cabeza o por las patas.

- Camisa de algodón y pantalones de lana.

- Pañuelo. Para protección contra el sol y el polvo.

- Chaps (del esp. chaparreras). Especie de protección de las piernas contra los cactus y breñales.

- Sombrero. De ala ancha para protegerse del sol y la lluvia.

- Botas. De tacón alto para afirmarse en los estribos.

- Espuelas. Son espigas metálicas que se colocan en el talón de las botas de quien cabalga, con el propósito de dirigir los movimientos del caballo.

- Revólver. En ocasiones era usado un Colt del calibre 45 de seis tiros, el más conocido es el «Colt Peacemaker», también conocido como «The Equalizer».

## Tradiciones regionales

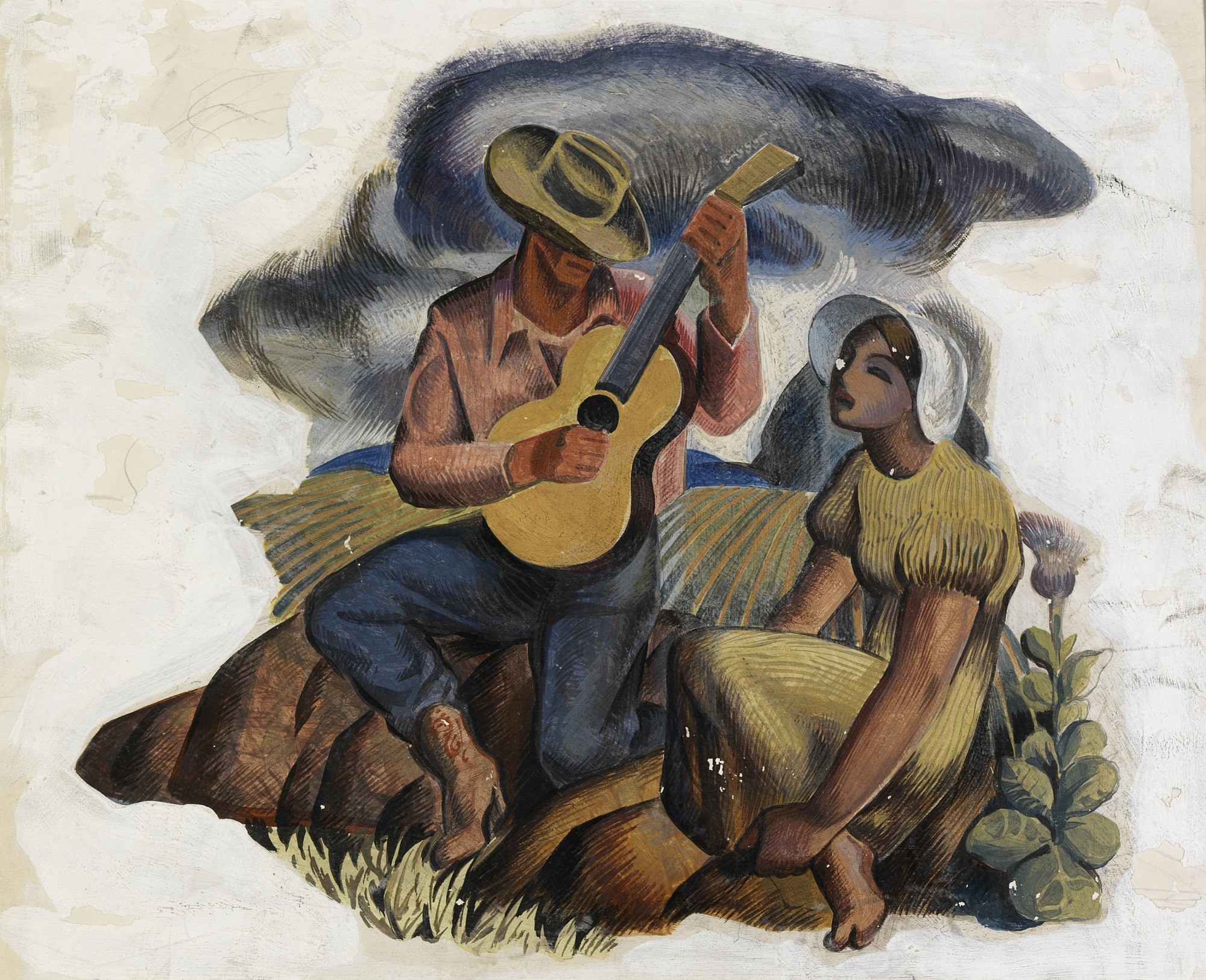
“Music of the Plains” (estudio para mural, Kilgore, Texas, 1939) de Xavier González. Esta obra de la era del New Deal muestra a un vaquero de herencia mexicana dándole una serenata a una mujer, simbolizando las profundas raíces culturales hispanas en la identidad de Kilgore. El estudio original se encuentra en el Smithsonian American Art Museum.

La geografía, el clima y las tradiciones culturales hicieron que se desarrollaran diferencias en los métodos y equipos de manejo del ganado de una parte de los Estados Unidos a otra. El período entre 1840 y 1870 marcó una mezcla de culturas cuando ingleses y franceses comenzaron a establecerse al oeste del río Misisipi y se encontraron con los descendientes de españoles que se habían asentado en las partes de México que luego se convirtieron en Texas y California. En el mundo moderno, quedan restos de dos tradiciones vaqueras importantes y distintas en los Estados Unidos, conocidas hoy como la tradición «texana» y la tradición «española», «vaquera» o «californiana». En Hawái y Florida también se desarrollaron tradiciones menos conocidas pero igualmente distintas. En la actualidad, las diversas tradiciones regionales de vaqueros se han fusionado hasta cierto punto en los Estados Unidos, aunque aún persisten algunas diferencias regionales en términos de equipo y estilo de montar, y algunas personas han optado por preservar deliberadamente técnicas del «vaquero puro» o «buckaroo», que consumen más tiempo pero requieren más hábilidad. El popular estilo de equitación natural llamado «susurrador de caballos» fue desarrollado originalmente por practicantes predominantemente de California y los estados del noroeste, combinando claramente actitudes y filosofía del vaquero californiano con el equipo y la apariencia exterior del vaquero texano.

### Paniolo (Hawái)

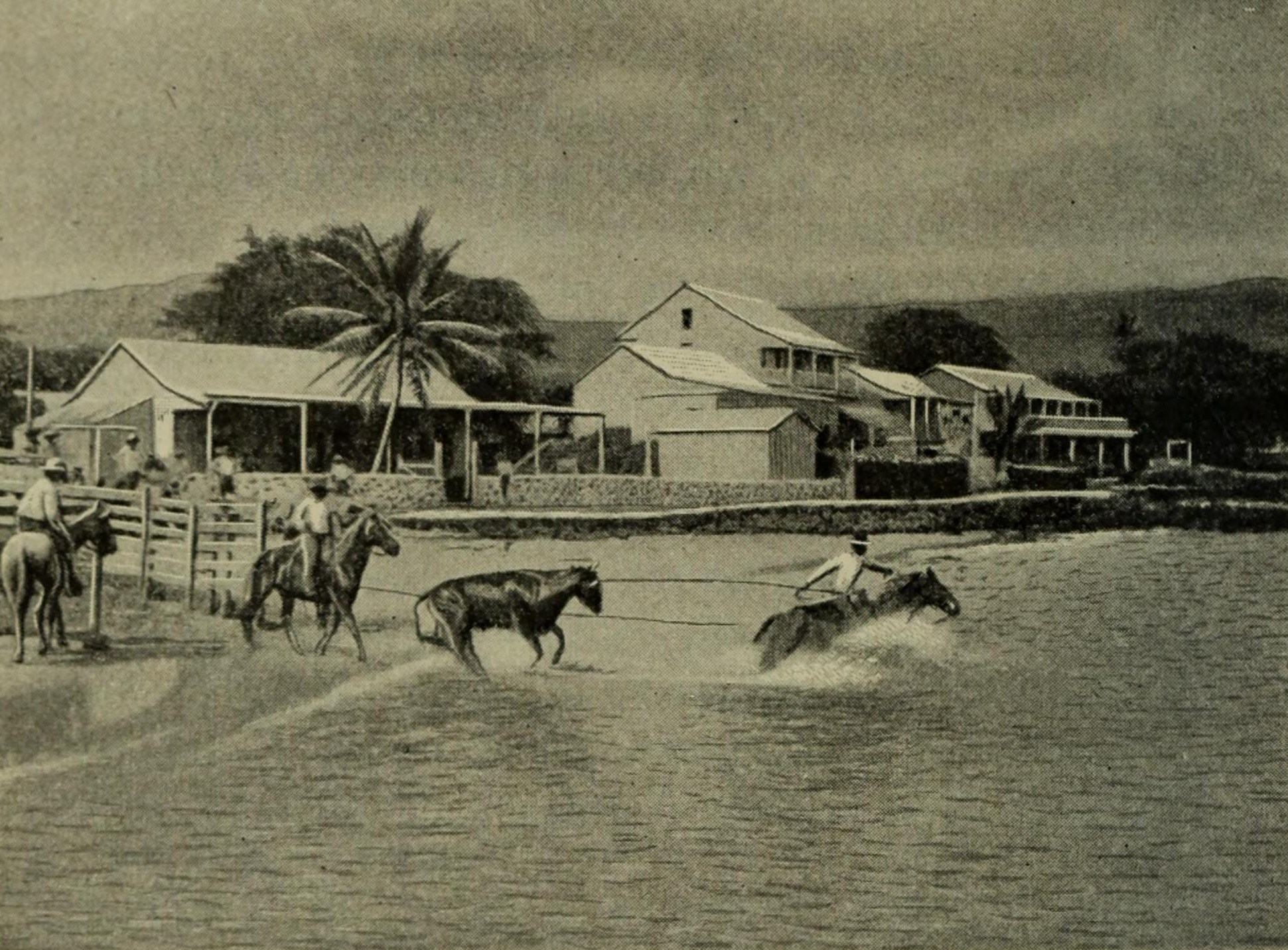
Cargando ganado en Kailua-Kona, a principios del.

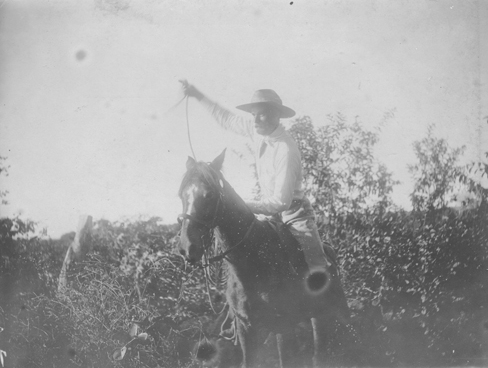
Fotografía de Paniolo Hawaiano

El vaquero  hawaiano, el  paniolo , también es un descendiente directo del  vaquero  de California y México. Los expertos en etimología hawaiana creen que «Paniolo» es una pronunciación hawaiana de «español». (La lengua hawaiana no tiene el sonido «s», y todas las sílabas y las palabras deben terminar en vocal). El Paniolo, como los vaqueros de la parte continental de Norteamérica, aprendió sus habilidades con los «vaqueros» mexicanos. Otras teorías del origen de las palabras sugieren que  Paniolo  deriva de  pañuelo  (castellano para pañuelo) o puede-ser de una palabra en lengua hawaiana que significa "aguantarse firmemente y balancearse con gracia".
El capitán George Vancouver llevó ganado vacuno y ovino en 1793 como regalo a Kamehameha I, monarca del reino hawaiano. Durante 10 años, Kamehameha prohibió matar el ganado e impuso la pena de muerte a cualquiera que violara su edicto. Como resultado, las bestias se multiplicaron sorprendentemente y provocaron estragos en todo el campo. Al reinado de Kamehameha III la cantidad de ganado salvaje se convirtió en un problema, por lo que en 1832 envió un emisario en California, entonces todavía parte de México. Quedó impresionado con la destreza de los vaqueros y en invitó tres en Hawái para enseñar a los hawaianos como trabajar el ganado.
Los primeros caballos llegaron a Hawái en 1803. En 1837 John Parker, un marino de Nueva Inglaterra que se estableció en las islas, recibió el permiso de Kamehameha III para arrendar tierras reales cerca de Mauna Kea, donde construyó un rancho .
El estilo hawaiano de la ganadería incluía inicialmente la captura de ganado salvaje hawaiano conduciéndolo a fosas excavadas en el suelo del bosque. Una vez domesticados los animales un poco por el hambre y la sed, se les sacaba mediante una rampa abrupta y eran relacionados por los cuernos en los cuernos de un buey más viejo que sabía donde se encontraba el corral con comida y agua. La industria creció lentamente bajo el reinado del hijo de Kamehameha Liholiho (Kamehameha II).
Todavía hoy, el traje tradicional del paniolo, así como algunos estilos de vestimenta formal hawaiana, reflejan el patrimonio español del vaquero hawaiano. La tradicional silla hawaiana, el  noho lio , y muchas otras herramientas de los vaqueros tienen un aspecto distintamente mexicano / español y muchas familias ganaderas hawaianas todavía llevan el nombre de los vaqueros que se casaron con mujeres hawaianas y convirtieron Hawái en su casa.

## Vaqueros ilustres

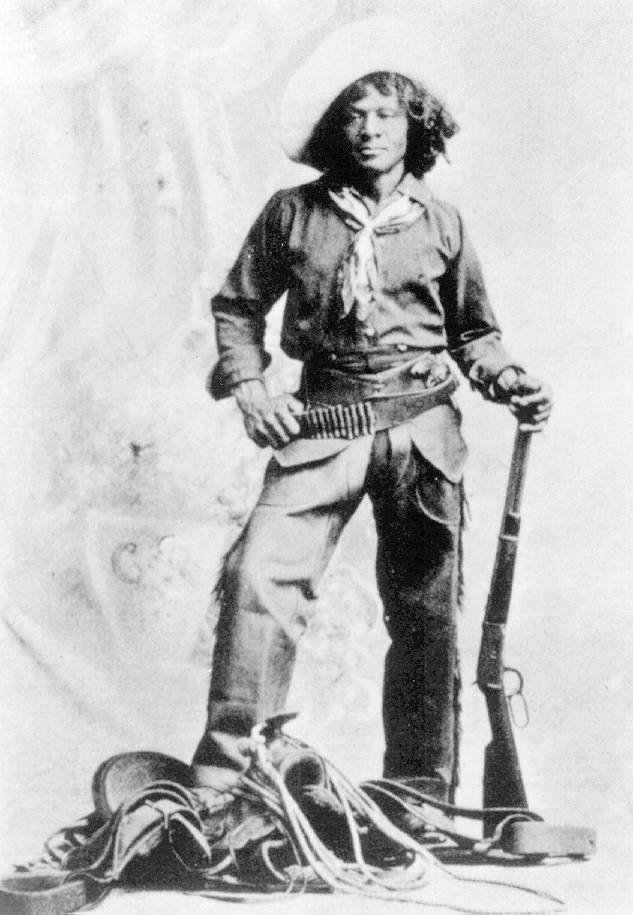
Nat Love (1854-1921).

- Nate Champion (1857-1892). Perteneciente a una asociación de rancheros y granjeros de Wyoming, fue vilmente asesinado por otra asociación rival que agrupaba a cattle barons en la mencionada guerra del condado Johnson.[30]

- Charles Goodnight (1836-1929). Trabajó como vaquero en su juventud. Después de la guerra civil junto a Oliver Loving, instituyó la conocida ruta ganadera Goodnight-Loving. Inventor del chuck wagon.[31]

- Nat Love, también conocido como Deadwood Dick (1854-1921). Afroamericano reconocido como uno de los más afamados vaqueros de la historia del país.  Ingresó a los 15 años al Rancho Duval de Texas y tres años después al rancho Galliger en Arizona. En 1907 publicó su autobiografía: Vida y aventuras de Nat Love, mejor conocido entre los ganaderos como Deadwood Dick.[32]

- Charlie Siringo (1855-1928). Trabajó como cowboy para después ser parte de la Agencia Nacional de Detectives Pinkerton.

- John Wesley Hardin (1853-1895). Criminal al que se le imputan cuarenta muertes.

### En la ficción
- Pecos Bill
- Lucky Luke
- Spike Spiegel
- Arthur Morgan
- John Marston

## Vaquero moderno
El vaquero actual tiene otras tareas como el mantenimiento de tractores, es ayudante de las actividades del rancho, repara y construye bardas. La antigua destreza para domar caballos está reservada para los rodeos. Su vida cotidiana se ajusta a los estándares actuales de las comodidades de la vida diaria. El uso del caballo ha sido sustituido en gran parte por la camioneta, el helicóptero es también usado en las labores de arreo de ganado.

## En la cultura popular

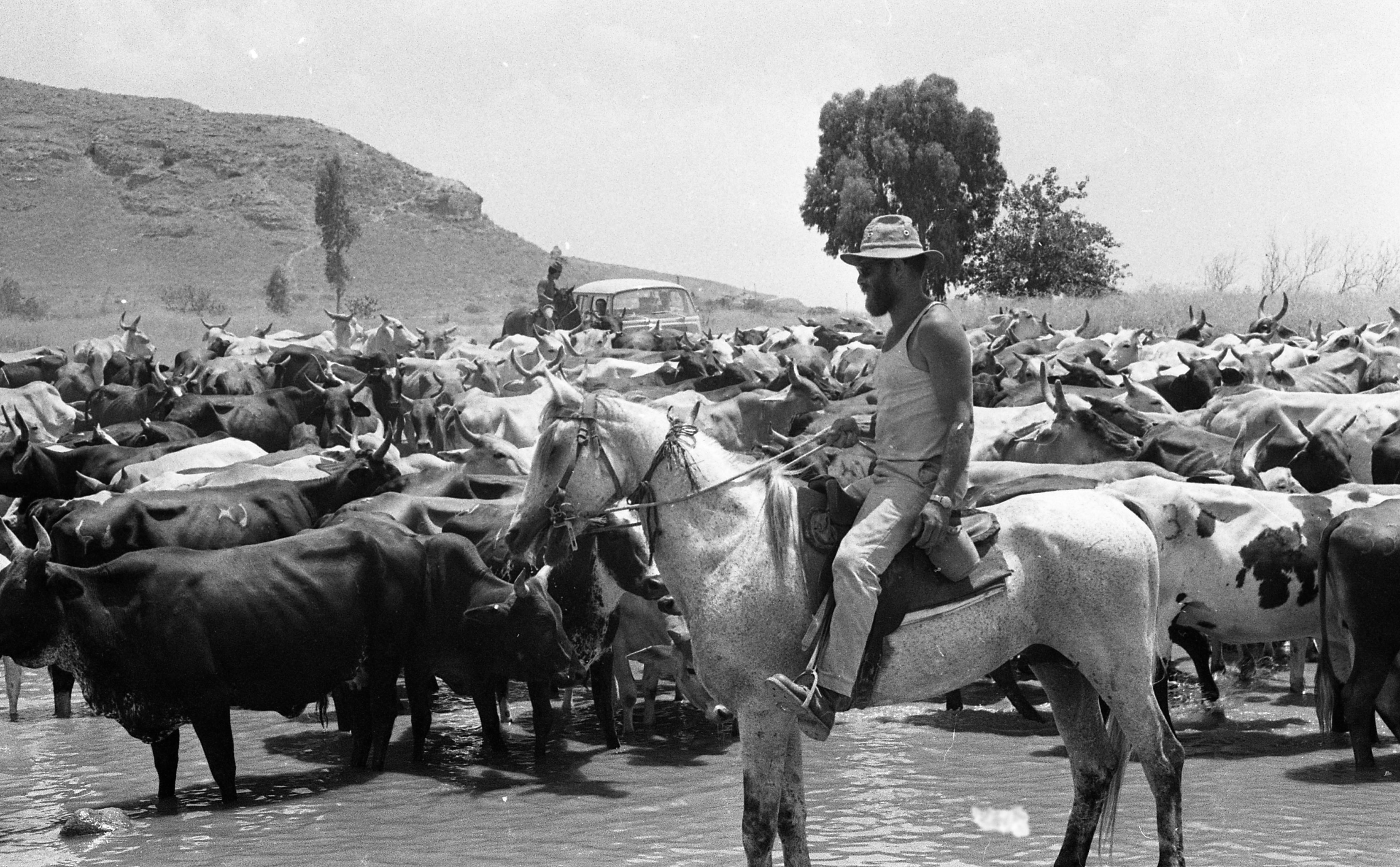
Vaqueros en otras regiones del mundo, Israel 1969

A medida que terminó la frontera, la vida de los vaqueros (cowboys) pasó a romantizarse enormemente. Exposiciones tales como las del Wild West Show de Buffalo Bill Cody ayudaron a popularizar la imagen del vaquero como un representante idealizado de la tradición de la caballería.Esta imagen se consolidó a comienzos del siglo XX con el auge del género wéstern en el cine y en la literatura (por ejemplo, en las populares novelas de Zane Grey). El vaquero es protagonista del wéstern, género que abarca la literatura, el cine, los cómics, juguetes, o la televisión; junto a los amerindios, bandidos, apostadores, hombres de negocio, comisarios y otros personajes que dieron vida al Viejo Oeste, o al Lejano Oeste, de los Estados Unidos. Existe un salón de la fama del cowboy y de la cowgirl.
En la sociedad actual, hay poca comprensión de las realidades cotidianas de la vida agrícola real. En la mente de la población general, los vaqueros se asocian más a menudo con luchas contra indios (en su mayoría ficticias) que con su vida real de trabajo en ranchos y cuidado del ganado. El vaquero también es retratado como un ideal masculino a través de imágenes que van desde el Hombre Marlboro hasta uno de los miembros de la banda musical Village People. Se considera que actores como John Wayne ejemplifican el ideal de un vaquero, aunque las películas del oeste rara vez se parecen mucho a la vida real de los vaqueros. Podría decirse que los competidores del rodeo moderno están mucho más cerca de los vaqueros reales, ya que muchos de ellos se criaron en ranchos y alrededor de ganado, y el resto tuvo que aprender habilidades de manejo de ganado en el trabajo.
En los Estados Unidos, el oeste canadiense y Australia, los ranchos para huéspedes ofrecen a las personas la oportunidad de montar a caballo y probar la vida wéstern, aunque con mucha mayor comodidad. Algunos ranchos también ofrecen a los vacacionistas la oportunidad de realizar tareas de vaquero, participando en arreos de ganado o acompañando caravanas de diligencias. Este tipo de vacaciones fue popularizado por la película City Slickers de 1991, protagonizada por Billy Crystal.
Uno de los equipos más populares de fútbol americano de la Liga Nacional de Fútbol (NFL por sus siglas en inglés) son los Dallas Cowboys que han ganado cinco superbowls.

## Véase también

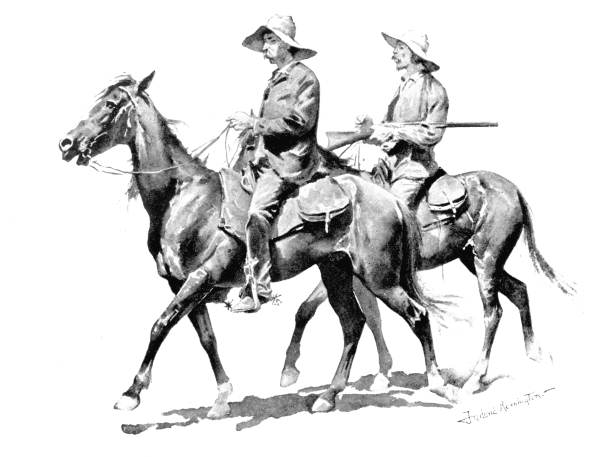
Dibujo de Frederic Remington.

### Audiovisuales
- Compton’s Interactive Encyclopedia. SoftKey Multimedia Inc. 1996.

### Internet
- Legends of America. «Old West Wisdom» (en inglés). Harper's Magazine. Consultado el 5 de enero de 2015.
- Nimmo, Jun Joseph (1866). «The American Cowboy» (en inglés). Harper's Magazine. Consultado el 5 de enero de 2015.
- Wadsworth, Marie (2006). «Life of a cowboy» (en inglés). Associated Press. 21962. Archivado desde el original el 23 de septiembre de 2015. Consultado el 5 de enero de 2015.